# Santa María Temaxcaltepec
Santa María Temaxcaltepec (del Náhuatl: Temazcalli, tepetl ‘Temazcal, cerro’‘En el cerro de los temazcales’). Es una localidad del estado mexicano de Oaxaca, localizada en el sur del mismo en la Región Costa, el Distrito de Juquila y en el municipio de Santa María Temaxcaltepec del que es cabecera.

## Historia
De acuerdo a la historia oral contada por los pobladores, lo que hoy es la localidad de Santa María Temaxcaltepec fue fundada alrededor de los años 1615 a 1625 por pobladores procedentes de un rancho denominado Ciénega del Nacimiento, de acuerdo con esta misma historia, los pobladores huyeron de aquel rancho al ser atacados por animales salvajes tanto terrestres como voladores que diezmaron a las familias y de las que únicamente los sobrevivientes se establecieron en la nueva población.
El 23 de octubre de 2010 en la población se registró un corrimiento de tierra causado por las intensas lluvias, que sepultaron cinco viviendas y pusieron en riesgo a varias más, por lo que procedió a la evacuación de la población.

## Localización y demografía
Santa María Temaxcaltepec se encuentra localizado en las coordenadas geográficas 16°09′46″N 97°11′40″O / 16.16278, -97.19444 y a una altitud de 1 320 metros sobre el nivel del mar, en un entorno montañoso conformado por la Sierra Madre del Sur, la población se encuentra localizada en la ladera de una montaña, lo que dificulta su comunicación con el exterior y hace vulnerable a deslizamientos de tierra su entorno; se localiza a una distancia aproximada de 206 kilómetros al sur de la ciudad de Oaxaca de Juárez, capital del estado y sus localidades más cercanas son Santos Reyes Nopala con la que comunica por un camino de terracería, Santiago Yaitepec y Santa Lucía Teotepec.
De acuerdo a los resultados del Conteo de Población y Vivienda de 2010 realizado por el Instituto Nacional de Estadística y Geografía, la población de Santa María Temaxcaltepec es de 2 593 habitantes, de los cuales 1 203 son hombres y 1390 son mujeres.